# Zeche Leveringsbank
Die Zeche Leveringsbank war ein Steinkohlenbergwerk im Sprockhöveler Stadtteil Hiddinghausen. Die Zeche war auch unter dem Namen Zeche Levringsbank bekannt und hat eine über 180-jährige Geschichte.

## Bergwerksgeschichte
Bereits am 23. Juli des Jahres 1694 wurde ein Längenfeld verliehen. Im Jahr 1735 erfolgte die Vermessung. Im Jahr 1818 wurde die Lagerstätte aus dem Lichtloch 19 des Stock & Scherenberger Erbstollens aufgeschlossen. Im Jahr 1820 war Schacht Theodor in Förderung. Im Jahr 1825 war Schacht Lina in Förderung. Im Jahr 1830 waren die Schächte Gustav und Ende in Förderung. Im Jahr 1835 war Schacht Mathilde in Betrieb. Ende März des Jahres 1838 wurde die Zeche Leveringsbank stillgelegt. Diese Stilllegung dauerte mindestens bis zum Jahr 1847. Im Jahr 1855 war das Bergwerk zwar in Betrieb, jedoch fand keine Gewinnung statt. Im Jahr 1863 war das Bergwerk nachweislich in Betrieb. Im Jahr 1865 wurde das Bergwerk durch den Dreckbänker Erbstollen gelöst. Im Jahr 1867 kam es zur Vereinigung mit der Zeche Vereinigte Kaninchen zur Zeche Vereinigte Leveringsbank & Kaninchen. Im Jahr 1871 konsolidierten die beiden Zechen unterhalb der Stollensohle mit weiteren Zechen zur Zeche Deutschland. In den Jahren 1875 und 1876 war die Zeche außer Betrieb. Im Jahr 1877 wurde wieder Abbau betrieben. Im Jahr 1879 waren die Kohlenvorräte fast abgebaut. Im Jahr 1881 wurde die Zeche Leveringsbank stillgelegt.

### Förderung und Belegschaft
Die ersten Förderzahlen werden für das Jahr 1830 genannt, in diesem Jahr wurden 2795 Tonnen Steinkohle gefördert. Im Jahr 1835 wurden 2261 Tonnen Steinkohle gefördert. Im Jahr 1838 wurden 1530 preußische Tonnen Steinkohle gefördert. Im Jahr 1867 wurden 3916 Tonnen Steinkohle gefördert. Im Jahr 1871 stieg die Förderung an auf 4624 Tonnen Steinkohle. Die einzigen bekannten Belegschaftszahlen stammen aus dem Jahr 1873, in diesem Jahr waren sechs Bergleute auf der Zeche beschäftigt, die eine Förderung von 3919 Tonnen Steinkohle erbrachten. Im Jahr 1877 wurden 669 Tonnen Steinkohle gefördert. Im Jahr 1879 erneuter Förderrückgang auf 491 Tonnen Steinkohle. Die letzten bekannten Förderzahlen des Bergwerks stammen aus dem Jahr 1880, es wurden 374 Tonnen Steinkohle gefördert.

## Vereinigte Leveringsbank & Kaninchen
Im Jahr 1867 kam es zur Vereinigung der beiden Zechen Leveringsbank und Vereinigte Kaninchen zur Zeche Vereinigte Leveringsbank & Kaninchen. Trotz der Vereinigung wurden beide Zechen weiterhin getrennt geführt. Nach der Konsolidation im Jahr 1871 zur Zeche Deutschland wurde weiterhin auf beiden Zechen abgebaut. Im Jahr 1880 waren die Kohlenvorräte im Feldesteil Vereinigte Kaninchen abgebaut, aus diesem Grund wurde dieser stillgelegt. Ein Jahr darauf waren auch die Kohlenvorräte im Feldesteil Leveringsbank abgebaut und dieser Teil wurde ebenfalls stillgelegt. Im Jahr 1889 ging die gesamte Berechtsame an die Zeche Deutschland.